# Cantó de Perpinyà-6
El cantó de Perpinyà-6 és una divisió administrativa francesa, situada a la Catalunya del Nord, al departament dels Pirineus Orientals. És el número 11 dels cantons actuals de la Catalunya del Nord.

## Composició
El cantó de Perpinyà-6, ara del tot remodelat, fins al 2015 estigué format per una part de la ciutat de Perpinyà (capital del cantó), i aplegava els barris de:
- Centre de la vila (part oest)
- Les Muralles
- Sant Mateu/La Real
- Clemenceau.

## Història

### 1973 - 1982
El primer cantó de Perpinyà-6 fou creat arran del desmembrament dels cantons de Perpinyà Est i Perpinyà Oest en 1973 (decret n. 73-819 del 16 d'agost de 1973). Comprenia una part del territori del municipi de Perpinyà comprès al Nord, avinguda del General Leclerc, a l'oest, curs Lazare Escarguel, avinguda del Liceu, avinguda de Gilbert Brutus (part oest) i el carrer de Paulin Testory, al sud, carrer de Georges Rives, carrer de Miquel Mulcio, carrer de Marie Parazols, carrer de Jean Rière i carrer de Lavoisier, a l'est, carrer de Waldeck Rousseau, plaça de Jean Moulin i plaça de les Esplanades, carrer Petit de la Real, plaça de Rigaud, carrer del Teatre, plaça de la República, carrer de Jean-Jacques Rousseau, carrer dels Tres Dies, carrer dels Marxants, plaça de la Llotja, carrer de Louis Blanc, plaça de Verdun, plaça de la Victòria i plaça de la Resistència.

### 2014 - Moment actual

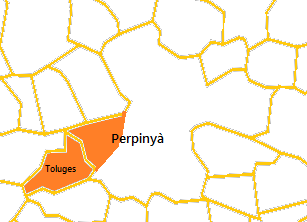
Cantó de Perpinyà 6

A les eleccions departamentals franceses del 2015 va entrar en vigor una nova redistribució cantonal, definida pel decret de 26 de febrer del 2014, en aplicació de les lleis del 17 de maig del 2013 (loi organique 2013-402 i loi 2013-403). A partir d'aquestes eleccions, els consellers departamentals són escollits per escrutini majoritari binominal mixt. Des d'aquestes eleccions els electors de cada cantó escullen dos membres de sexe diferent al consell departamental, nova denominació del consell general, i que es presenten en parella de candidats. Els consellers departamentals són escollits per sis anys en escrutini binominal majoritari a dues voltes; per a l'accés a la segona volta cal un 12,5% dels vots inscrits en la primera volta. A més, es renova la totalitat de consellers departamentals. El nou sistema de votació requeria una redistribució dels cantons, i el nombre es va reduir a la meitat arrodonit a la unitat senar superior si el nombre no és sencer senar, així com unes condicions de llindar mínim. Als Pirineus Orientals el nombre de cantons va passar de 31 a 17.
El Cantó de Perpinyà 6, onzè cantó de la Catalunya del Nord, dels 17 existents, ha quedat, doncs, novament i totalment remodelat. En el decret on delimita els territoris dels cantons perpìnyanesos cita en primer lloc la comuna de Toluges, i en segon llocs, la resta del terme comunal que no ha restat inclòs en els cantons de Perpinyà 1, Perpinyà 2, Perpinyà 3, Perpinyà 4 i Perpinyà 5. Es tracta dels barris de ponent a la dreta de la Tet.

## Consellers generals
| Data d'elecció | Identitat                     | Partit         | Qualitat                                                                              |
| -------------- | ----------------------------- | -------------- | ------------------------------------------------------------------------------------- |
| 1973-1988      | Louis Camo                    | RI després UDF | Metge de Perpinyà                                                                     |
| 1988 - 1994    | Jean-Claude Courty            | RPR            | ...                                                                                   |
| 1994 - 2008    | Marie-Cécile Pons             | UDF            | Adjunt al Batlle de Perpinyà                                                          |
| 2008 - 2015    | Véronique Vial-Auriol         | UMP            | Consellera municipal de Perpinyà                                                      |
| 2015 - 2021    | Hermeline Malherbe Jean Roque | PS             | Senadora i President del Consell Departamental Batlle de Toluges i Conseller Regional |